# Es beginnt heute
Es beginnt heute ist ein französisches Filmdrama von Bertrand Tavernier aus dem Jahr 1999.

## Handlung
Daniel Lefebvre ist Leiter der Léo-Lagrange-Vorschule in einer Stadt im Norden Frankreichs. Die Schule liegt in einem sozialen Brennpunkt der Gegend und zahlreiche der Kinder wachsen in desolaten Familien auf. Die Arbeitslosenquote unter den Eltern ist hoch. Die Arbeit der Lehrer wiederum wird von staatlicher Seite nicht nur unterstützt: Sozialarbeiterstellen werden gestrichen, während immer mehr Problemfälle bearbeitet werden sollen. Die Lehrer müssen immer mehr Schüler in ihre Klassen aufnehmen, um fehlende Stellen auszugleichen. Daniel wiederum eckt bei seinen Vorgesetzten mit seinen energischen Aktionen gegen die Ämter und Politiker immer wieder an. Er unterstützt unter anderem das Kollegium, eine Petition für bessere Lehrbedingungen einzureichen. Daniels eigene Familie ist nur bedingt ein Ort des Rückzugs vom Berufsstress: Er lebt seit zwei Jahren mit der Künstlerin Valeria zusammen, doch ist das Verhältnis zwischen ihrem Sohn Rémi und Daniel gestört. Daniel wiederum hat seit der Kindheit ein zwiespältiges Verhältnis zu seinem eigenen Vater, der ihn nie geliebt hat.
Eines Tages bleibt die fünfjährige Laetitia Henry als letztes Kind in der Schule zurück. Ihre Mutter, die nach langer Zeit mit einem Kinderwagen erscheint, ist schwer betrunken, stürzt auf dem Schulhof und läuft schließlich davon. Daniel bleibt mit Laetitia und ihrem kleinen Bruder zurück. Ihm wird von den Kollegen geraten, die Polizei einzuschalten, doch wendet sich Daniel an die Kindernothilfe, um Sanktionen für die Familie Henry zu vermeiden. Die dortige Bearbeiterin reagiert jedoch hilflos und legt auf, sodass Daniel die beiden Kinder auf eigene Faust nach Hause bringt. Hier findet er einen desolaten Haushalt und eine betrunkene Mutter vor. Er erfährt, dass die Familie seit längerer Zeit aufgrund von Schulden keinen Strom mehr im Haushalt hat und selbst bei Minusgraden nicht heizen kann. Zudem kann die Familie das Geld für die Schulspeisung nicht aufbringen, das Daniel schließlich heimlich aus eigener Tasche bezahlt. Er organisiert der Familie etwas Essen und einen kleinen Spirituskocher.
Eines Morgens findet Daniel das Schulgebäude verwüstet vor. Sämtliche Räume wurden verschmutzt, Lehrmaterial ist zerstört und es fehlen Elektronikgeräte. Es stellt sich heraus, dass drei Kinder sich einen „Spaß“ erlaubt hatten und Daniel ist erschüttert, dass Rémi zu den Tätern gehörte und sogar den Schlüssel für die Aktion besorgte. Als Valeria ihren Sohn zur Rede stellt, macht er sie verantwortlich, wachse er doch ohne Vater auf. Daniel schafft es mithilfe von Eltern und seinen Kollegen, die Schule in einem Tag auf Vordermann zu bringen. Er lernt zudem Sozialarbeiterin Samia kennen, die ihn bei der Arbeit mit den Familien unterstützt. Sie setzt sich unter anderem dafür ein, dass die Henrys schnell wieder Strom erhalten und reagiert, als ihr Gehalt teilgepfändet werden soll. Daniel wiederum lädt Herrn Henry ein, den Kindern seinen LKW vorzuführen, der einen Hebekran besitzt. Die Kinder sind begeistert und auch Herr Henry hat Freude an der ungewohnten Tätigkeit. Für Daniel kommt plötzlich alles zusammen: Sein Vater erleidet einen Zusammenbruch und muss ins Krankenhaus eingeliefert werden. Zudem wird er auf Arbeit von einem Inspektor überprüft, der seine Lehrmethoden untersucht. Zwar bescheinigt ihm der Inspektor, kindgerecht zu unterrichten, kritisiert jedoch Daniels „aufrührerische Ader“. Als der Inspektor gegangen ist, reagiert Daniel kurz angebunden, als ihn Frau Henry sprechen will. Sie hat immer noch keinen Strom und wurde von einer anderen Kollegin an Daniel verwiesen. Als er sie nun an eine weitere Kollegin verweist, geht Frau Henry wortlos. Am nächsten Tag findet die Polizei ihre Leiche und die ihrer beiden Kinder – sie haben sich mit einer Überdosis Schlafmittel umgebracht. Daniel ist erschüttert und stellt sein Handeln infrage. Am liebsten würde er alles aufgeben, doch überzeugt ihn Valeria davon, weiterzumachen. Daniel engagiert sich weiter für Kinder, so den kleinen Jimmy, der vom Freund seiner Mutter geschlagen wird. Dass Jimmy aus der Familie genommen wird, schürt den Hass seiner Eltern gegen Daniel. Valeria hält in diesen Momenten fest zu ihm und Daniel macht ihr schließlich einen Heiratsantrag.
Valeria erkennt, dass sich Daniels Gedanken um eine Aufgabe seines Berufs drehen. Sie schlägt vor, in der Schule eine Feier zu veranstalten. Sie soll viel Farbe enthalten, um die Tristesse der Gebäude vergessen zu machen. Mit den Anwohnern und Eltern schütten sie Sand in der Turnhalle auf, bauen Beduinenzelte aus Laken, die die Kinder bemalen, und stellen im Hof unzählige Flaschen auf, die sie mit gefärbtem Wasser gefüllt haben. Eine örtliche Kapelle spielt, die Schüler führen Tänze auf und Mütter verkaufen selbstgebackenen Kuchen. Die Kinder schauen neugierig oder scheu in die Kamera.

## Produktion
Es beginnt heute wurde unter anderem mit Schülern der Schule Derrière les Haies in Anzin (Département Nord) gedreht. Auf dem Friedhof von Anzin entstanden weitere Szenen des Films. Es beginnt heute erlebte am 16. Februar 1999 auf der Berlinale 1999 seine Uraufführung und lief am 12. März 1999 in den französischen Kinos an. Am 25. November 1999 kam er auch in die deutschen Kinos.

## Synchronisation
| Rolle           | Darsteller        | Synchronsprecher |
| --------------- | ----------------- | ---------------- |
| Daniel Lefebvre | Philippe Torreton | Peter Flechtner  |
| Mme. Henry      | Betty Teboulle    | Arianne Borbach  |
| Inspektor       | Didier Bezace     | Bodo Wolf        |
| Daniels Mutter  | Marief Guittier   | Gisela Fritsch   |

## Kritik
Der film-dienst nannte Es beginnt heute eine „berührende, filmisch komplexe Reflexion über Arbeitslosigkeit und die Zukunft einer Gesellschaft, die ihren Kindern nicht einmal mehr die Grundformen zwischenmenschlicher Kommunikation zu vermitteln vermag.“ Die Hauptfigur des Daniel Lefebvre sei „maßvoll idealisiert…“, wodurch der Film ein „durchaus realistisches Plädoyer für Verantwortung und Engagement des Einzelnen“ werde.
„Wo ist das Publikum, das sich noch für einen Filmhelden interessiert, der Kinder von Arbeitslosen zu einer besseren Zukunft verhelfen will? Der sie gegen die Regeln seines Berufs mit nach Hause nimmt, weil ihre Eltern dem Alkohol verfallen sind“, fragt Cinema und urteilt, Es beginnt heute „einer jener seltenen Filme, die mit einer Dringlichkeit erzählen, der man sich nicht entziehen kann.“ Der Spiegel befand, dass Regisseur Tavernier mit „leidenschaftlicher Wut“ schildere, wie die Politik die Schwächsten der Gesellschaft im Stich lasse. Der Film werde so eher „eine Bestandsaufnahme und ein Appell“.

## Auszeichnungen (Auswahl)
Auf der Berlinale 1999 lief der Film im Wettbewerb um den Goldenen Bären. Er gewann den Preis der Ökumenischen Jury (Wettbewerb) sowie den FIPRESCI-Preis (Wettbewerb). Ebenfalls 1999 wurde Philippe Torreton für einen Europäischen Filmpreis als Bester Darsteller nominiert. Auf dem Festival Internacional de Cine de Donostia-San Sebastián erhielt der Film 1999 den Publikumspreis und gewann den Ökumenischen Filmpreis des Norwegischen Filmfestivals.
Im Jahr 2000 wurde Philippe Torreton für einen César in der Kategorie Bester Hauptdarsteller nominiert und erhielt einen Prix Lumières als Bester Darsteller. Der spanische Círculo de Escritores Cinematográficos nominierte Es beginnt heute im Jahr 2000 für den Preis für den Besten ausländischen Film. Zudem erhielt der Film 2000 eine Goya-Nominierung als Bester europäischer Film.